# Старая Басманная улица
Старая Басма́нная улица (до 1730 — Басманная улица, в 1918—1919 — улица Коммуны, 1919—1938 — Марксова улица, 1938—1990 — улица Карла Маркса) располагается в Басманном районе Центральном административном округе города Москвы. Проходит от площади Земляной Вал на Садовом кольце до площади Разгуляй. Нумерация домов ведётся от Земляного Вала.
Продолжает трассу улиц Ильинка, Маросейка и Покровка на северо-восток; за Разгуляем трассу продолжают улицы Спартаковская, Бакунинская, Большая Семёновская и Измайловское шоссе. На Старую Басманную улицу выходят: с чётной стороны Гороховский переулок, Токмаков переулок, Доброслободская улица, с нечётной стороны Басманный тупик, улица Александра Лукьянова, Новая Басманная улица.

## Происхождение названия
Название улицы — «Старая Басманная» — существует с 1730 года, а до этого улица называлась просто Басманной.
В XVII веке здесь находилась Басманная слобода.
По одной версии здесь жили дворцовые пекари-басманники, выпекавшие басманы — определённого веса хлебы, которые поставлялись во дворец, а также раздавались государственным служащим, послам и другим лицам, которым полагалось казённое хлебное довольствие. По другой — ремесленники которые «басмили», то есть делали широко распространённые узорные украшения на металле или коже. Существуют и третья версия происхождения названия этой улицы: исходя из сведений, изложенных в "Новом путеводителе по Москве" (1883 г.), улица названа в честь "любимца и наперсника царя Иоанна Грозного (Фёдора Басманова) - здесь была слобода его, здесь имел он дом свой".
С начала и до конца XVII века по этой слободе проходила главная дорога из Кремля в дворцовое село Рубцово на реке Яузе, в 1627 году переименованное в Покровское, с 1650-х годов царь Алексей Михайлович ездил по ней в Преображенское. Только Пётр I в 1690-х годах стал ездить в Преображенское не по этой дороге, а по современной Новой Басманной улице.
С перенесением в 1713 году столицы в Петербург во многих дворцовых слободах изменился состав населения. Близость Немецкой слободы и Лефортова, в которых часто проживали и ставили свои дворцы царицы — преемницы Петра I, а за ними также строили дома и дворцы знатнейшие вельможи, — всё это сильно повлияло на застройку и заселение Басманной.
По переписи 1742 года, на Старой Басманной улице находились 104 двора, из которых 2 принадлежали генералам, 3- дворцовым служителям, 3 — чиновникам, 3- иноземцам, 6 — мастерам и ремесленникам, 14 — тяглецам слобод, 22 — купцам из других слобод, 15 — тяглецам Басманной слободы и 15 — купцам той же слободы. Получается, что только порядка 30 процентов дворов оставалось в то время за коренными жителям слободы.
Возможно по этому на плане 1739 года показана намечавшаяся «реконструкция» бывшей Басманной слободы: строительство квартала между Старой и Новой Басманными улицами был распланирован на 26 приблизительно одинаковых земельных участков, с которых удалялись все строения, а по улице намечался сомкнутый ряд домов, поставленных «в линею»; то же сделано и по другую сторону улицы.
Позднее на улице поселилось много знати, купцов и заводчиков (князья Куракины, Голицыны, Демидов и другие), построивших великолепные дома. Дом Куракина, ныне факультет гуманитарных наук НИУ ВШЭ, построенный в 1790 годах Р. Р. Казаковым. Тут находилась представительная дворянская усадьба, «бриллиантового» князя Александра Борисовича Куракина; Куракин воспитывался вместе с цесаревичем Павлом и после его воцарения стал канцлером и кавалером высших орденов, но попав в немилость к Павлу, князь удалился от двора в Москву, где на Старой Басманной приобрёл участок и выстроил большой дом. После кончины Куракина дворец сдавался в наём; в частности французскому маршалу Мармону, на балу у которого в 1826 году присутствовал Николай I. В 1836 году здание по проекту архитектора Е. Д. Тюрина было перестроено для Землемерного училища, ставшего позднее Межевым институтом.
Владельцы соседних дворянских усадеб в 1751 году построили храм Никиты Мученика (архитектор Д. В. Ухтомский), доныне являющийся вертикальной доминантой улицы. Расположен храм на месте деревянной церкви построенной ещё при Василии III, в 1517 году, в память пребывания в Москве иконы Владимирской Богоматери, с освящёнными в ней приделами великомученика Никиты и Рождества Иоанна Предтечи (с этих пор за храмом укрепилось нынешнее название).
В пожар 1812 года Старая Басманная выгорела. Уцелели лишь дома графа Румянцева, князя Куракина, Салтыкова, Аникеева и купца Александрова. На углу Токмакова переулка, стоял дом тётки Пушкина — Анны Львовны, в нынешнем саду имени Баумана, между Старой и Новой Басманными, в маленьком домике более двадцати лет жил друг Пушкина П. Я. Чаадаев.
В 1930-х годах в связи с реконструкцией Земляного вала старые дома в начале Старой Басманной снесли и построили многоэтажные здания. С 1938 по 1994 года улица носила название — Карла Маркса.
В 1970-х годах на Старой Басманной, в целях благоустройства улицы, были снесены многие старые здания, в основном, деревянные постройки первой половины XIX века. Среди уничтоженных построек были разрушенный двухэтажный деревянный дореволюционный дом, находившийся рядом с домом художника Рокотова, а также почти все деревянные корпуса дома 20, на месте которых затем построили типовые блочные дома.

## Примечательные строения, здания и сооружения
- Старобасманный путепровод

### По нечётной стороне

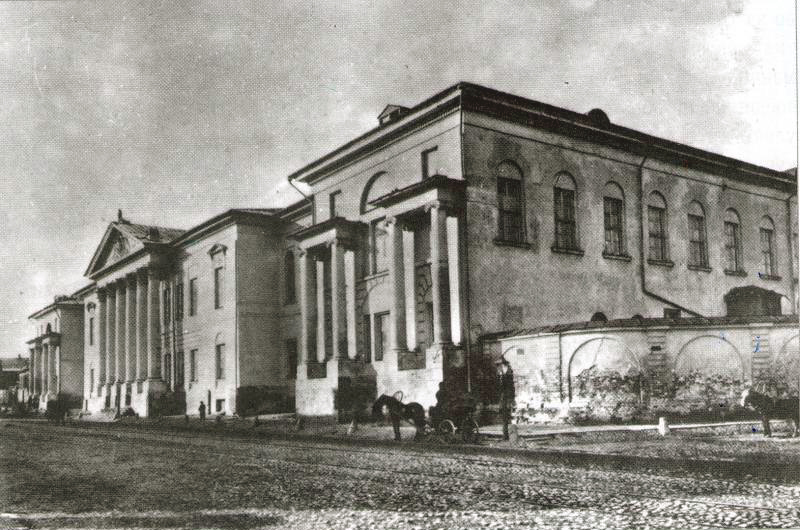
Константиновский межевой институт (бывшая усадьба А. Б. Куракина), фото 1870-х годов

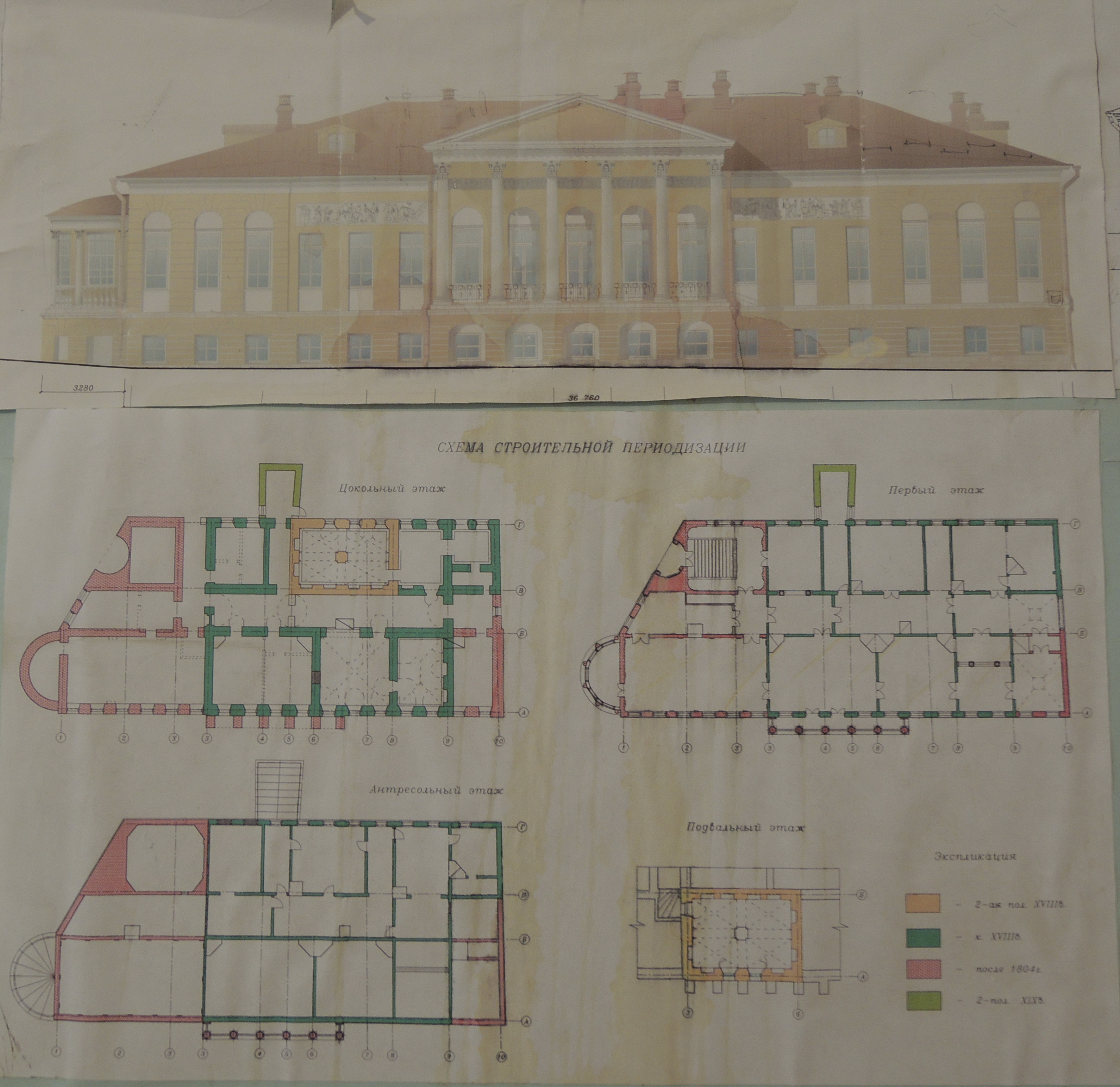
План усадьбы Муравьёвых-Апостолов

- № 3 — доходный дом (1914, архитектор В. К. Кильдишев, позднее перестроен).
- № 5 — доходный дом Н. Козлова (1907, архитектор К. Л. Розенкампф). В рамках гражданской инициативы «Последний адрес» на доме установлен мемориальный знак с именем инженера Соломона Аркадьевича Сиренева[1], расстрелянного органами НКВД 22 августа1938 года[2].
- № 7 — доходный дом Н. Н. Шерупенкова (1897, архитектор В. И. Мясников).
- № 11,  памятник архитектуры (вновь выявленный объект) — дом правления Московско-Курской и Нижегородско-Муромской железных дорог (1898—1899, архитектор Н. И. Орлов, инженер М. А. Аладьин)[3].
- № 13 — доходный дом А. П. Половинкина (1908, архитектор С. Ф. Воскресенский). В 1913—1915 годах здесь жил философ Лев Тихомиров[4].
- № 15,  памятник архитектуры (региональный) — усадьба Голицыных (XVIII век, построена на фундаментах путевого дворца Василия III). С 1920 года в её створе находится Сад им. Баумана[3].
- № 15 корп. 1 — памятник модерна — доходный дом персидского подданного Аджи-Мамед Усейн Ага Аминезара (1902, архитектор В. В. Шауб)[5]. Здесь жил учёный-электротехник К. И. Шенфер[6].
- № 17,  памятник архитектуры (региональный) — главный дом городской усадьбы И. К. Прове (1892, архитектор К. В. Трейман)[3]
- № 19,  памятник архитектуры (федеральный) — усадьба XVIII—XIX веков, флигель построен в 1902 году архитектором П. К. Микини[3].
- № 21 — флигель усадьбы Куракиных (1790-е, архитектор Р. Р. Казаков).
- № 21/4, стр. 1,  памятник архитектуры (региональный) — городская усадьба П. И. Демидова — А. Б. Куракина (1790-е, архитектор Р. Р. Казаков).

В 1836 году была перестроена под размещение Константиновского межевого института архитектором Е. Д. Тюриным, в 1886 году перестроена для Александровского коммерческого училища архитектором Б. В. Фрейденбергом. В советское время в здании находился Московский государственный университет инженерной экологии. В настоящее время здание занимает факультет гуманитарных наук Высшей школы экономики.
- № 23/9 — главный дом усадьбы Муравьёвых-Апостолов (начало XIX века). В 2013 году был отреставрирован Кристофером Муравьёвым-Апостолом для размещения тут Музея декабристов. По всей видимости, это единственный дом в Москве, восстановленный полностью по старинным технологиям, без использования современных строительных приёмов и материалов.
- № 23/9, стр. 2,  памятник архитектуры (федеральный) — флигель усадьбы Муравьевых-Апостолов (конец XVIII века, школа М. Ф. Казакова)[3].
- № 25 — здесь жил конструктор, создатель первого советского вертолёта А. М. Черёмухин[7].
- № 31 — жилой дом производит впечатление доходного дома 1910-х годов, однако свой нынешний вид он приобрел в 1945—1946 годах (подобные перестройки стали массовым явлением первых послевоенных годов). Перестройка двухэтажного особняка М. Е. Башкирова (1913, архитектор В. С. Масленников) велась архитектором Н. П. Баратовым.
- № 33 — доходный дом (1912, архитектор В. С. Масленников).
- № 35 — основу здания занимает двухэтажный особняк 1760—1770-х годов, неоднократно перестраивавшийся. В конце XIX века здесь размещалась торговая школа И. Г. Морозова. В 1920-х годах здание надстроили до 4-х этажей и разместили в нём школу[8] (ныне — № 354).

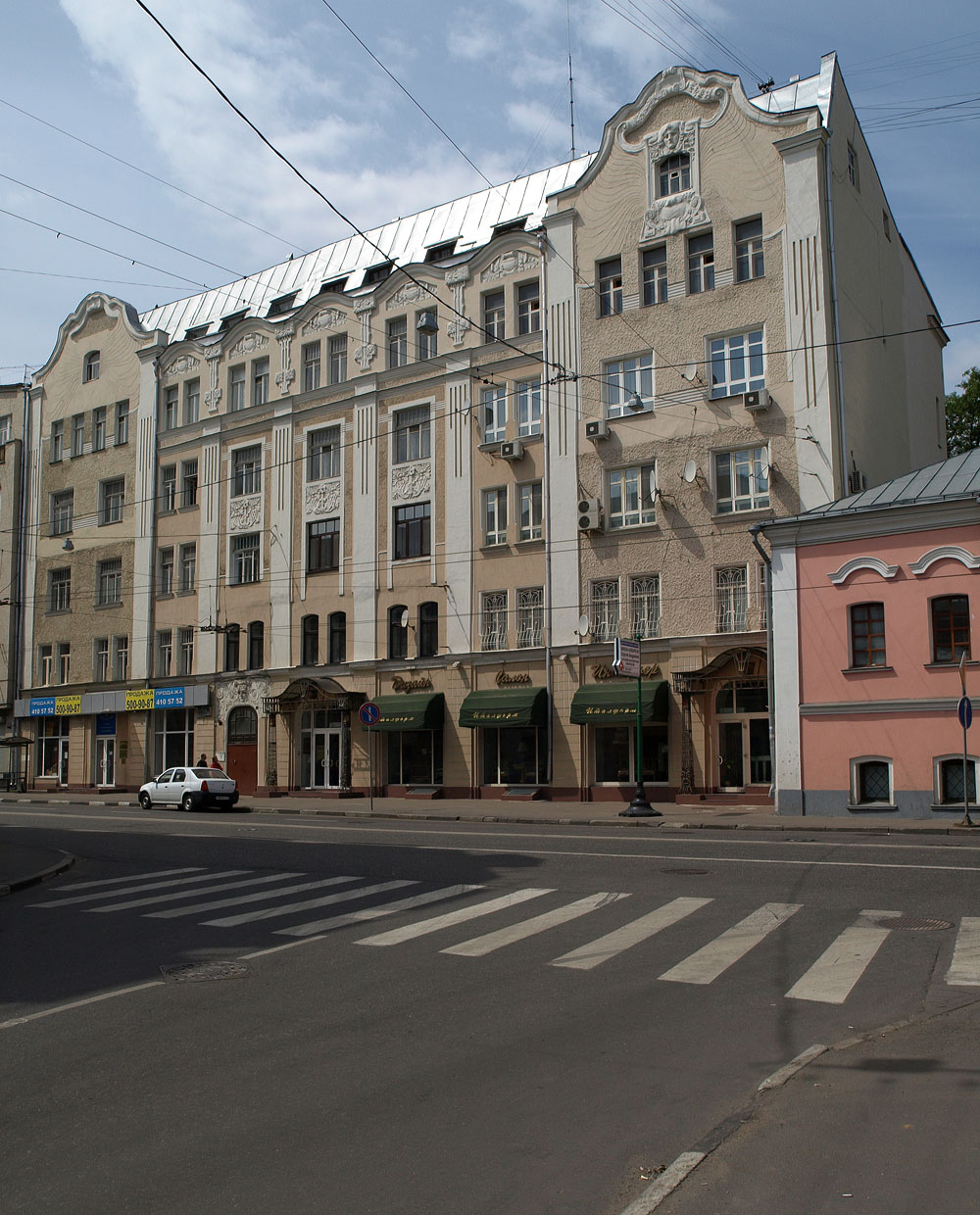
№ 15 корп. 1, доходный дом Аджи-Мамед Усейн Ага Аминезара (1902, архитектор В. В. Шауб)
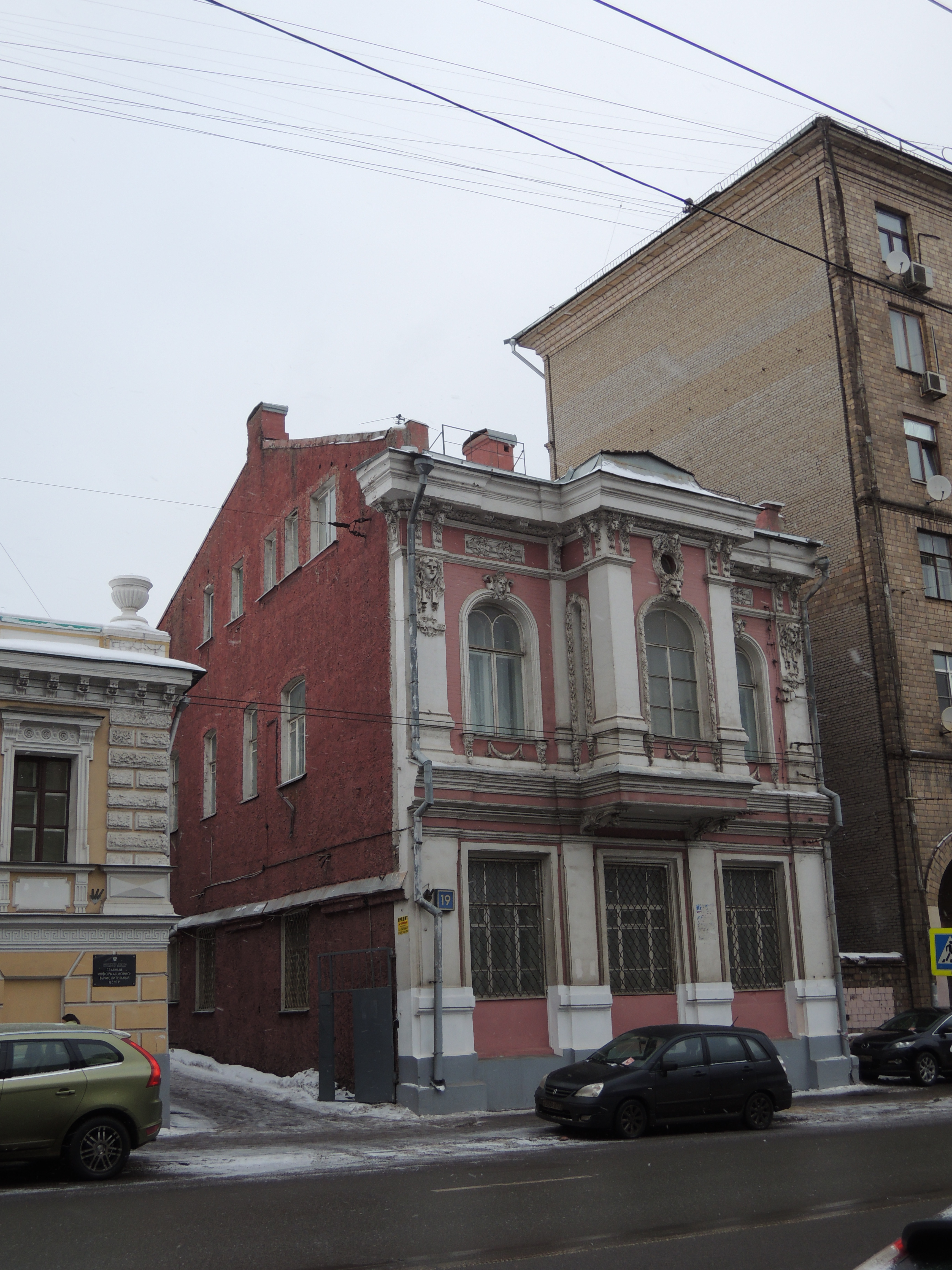
№ 19, усадьба XVIII—XIX веков
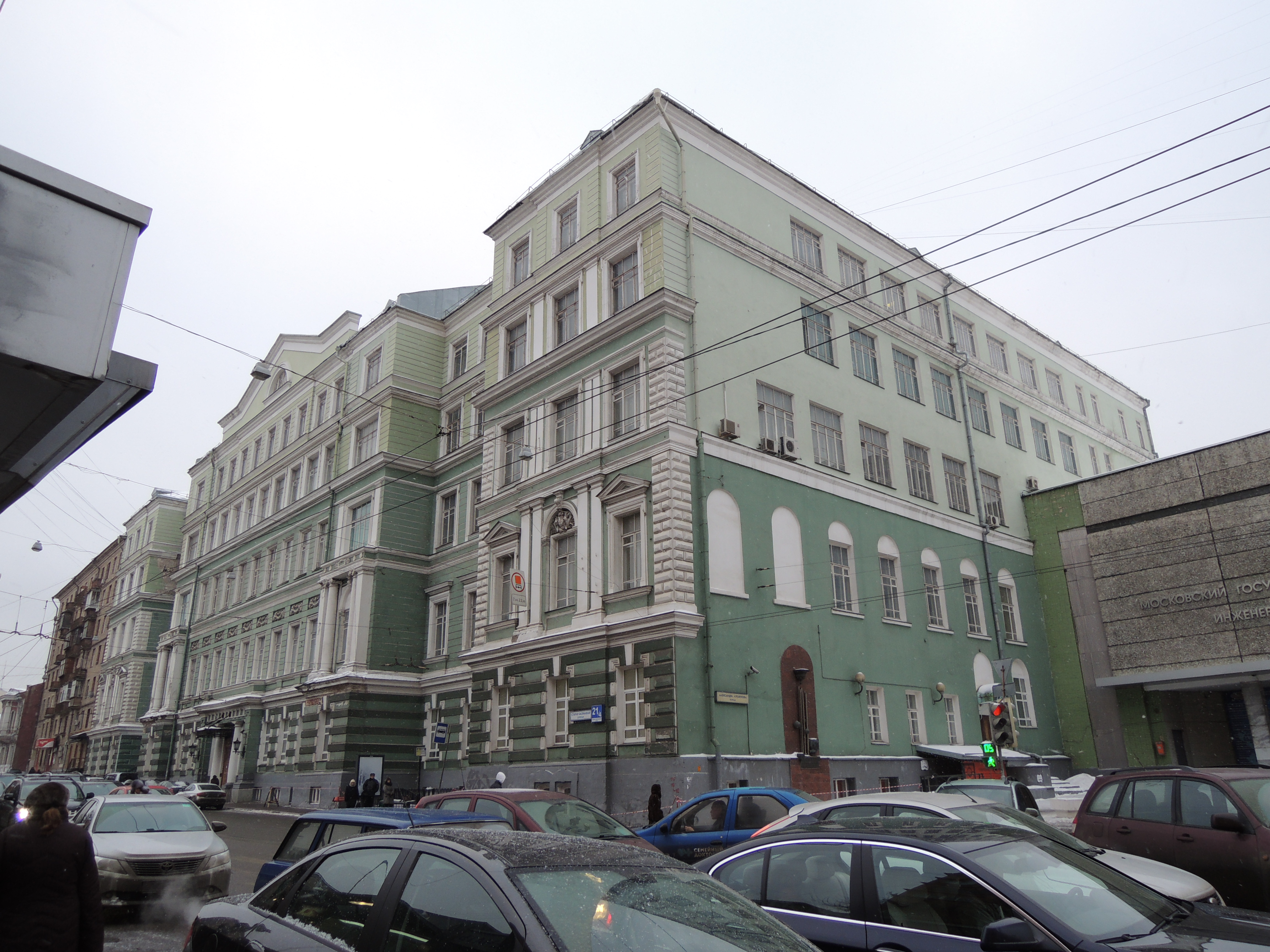
21/4, стр. 1, Александровское коммерческое училище, бывшая усадьба А. Б. Куракина (1886, архитектор Б. В. Фрейденберг)
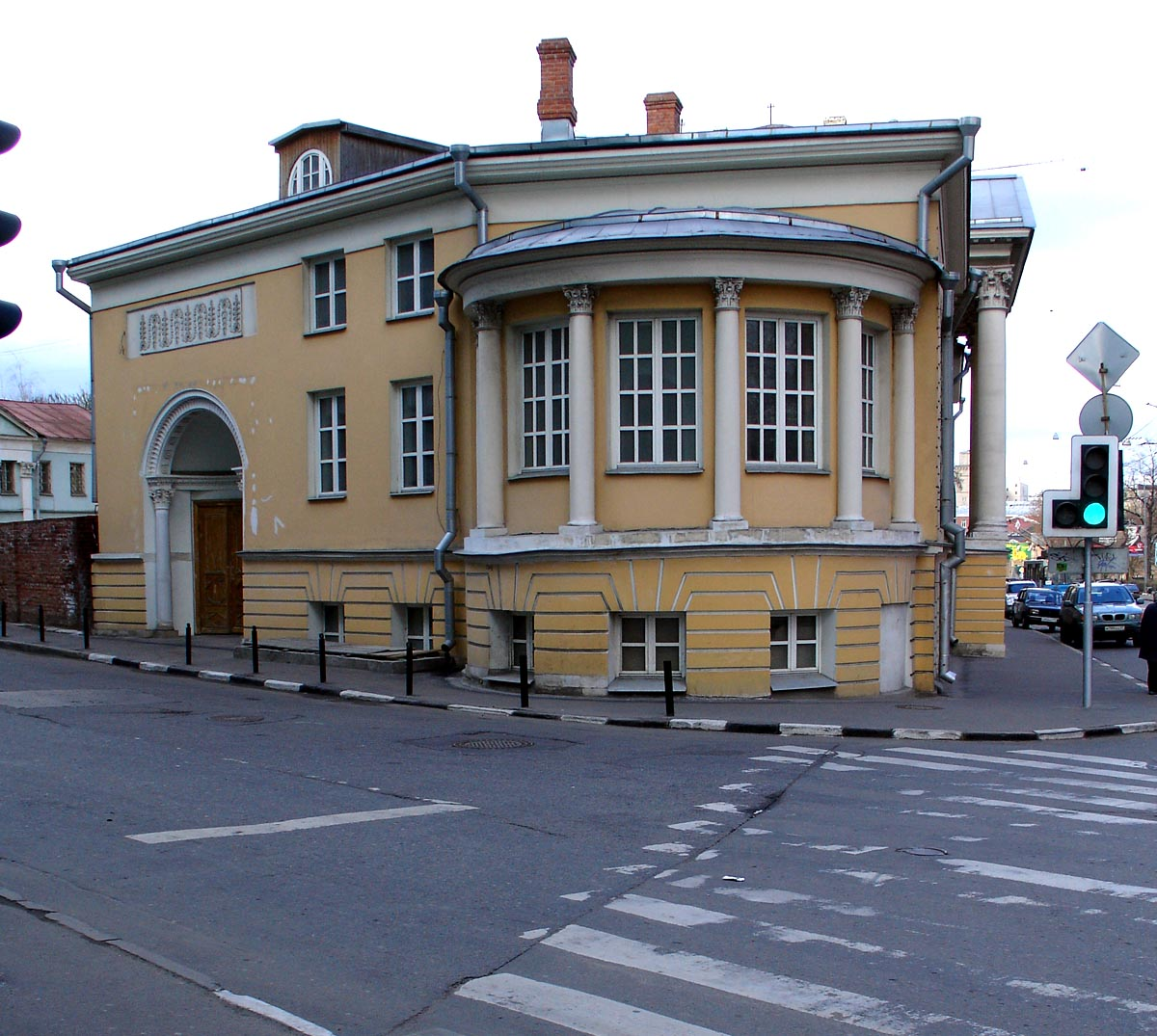
№ 23, главный дом усадьбы Муравьёвых-Апостолов (начало XIX века)
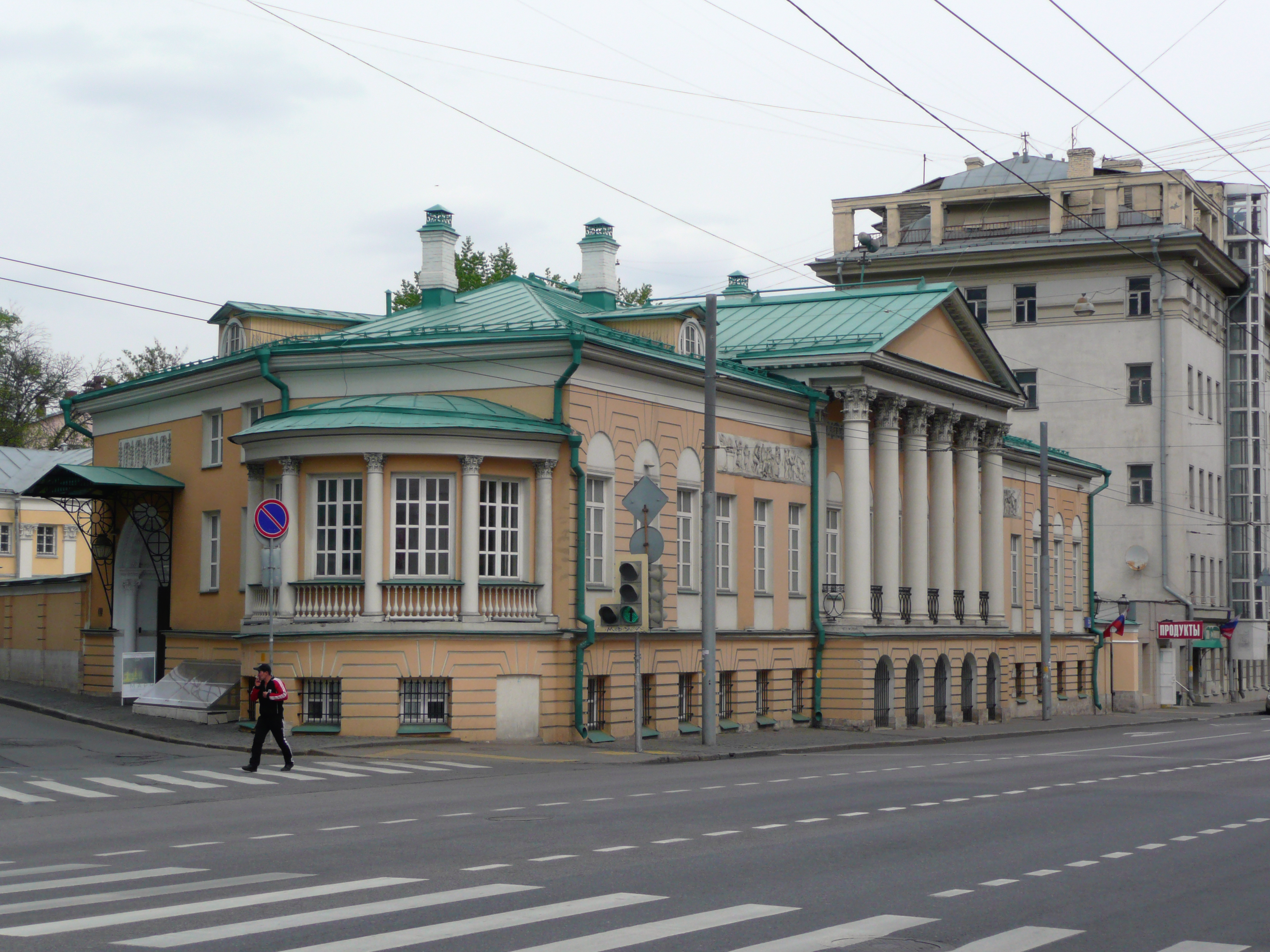
№ 23, главный дом усадьбы Муравьёвых-Апостолов (начало XIX века)
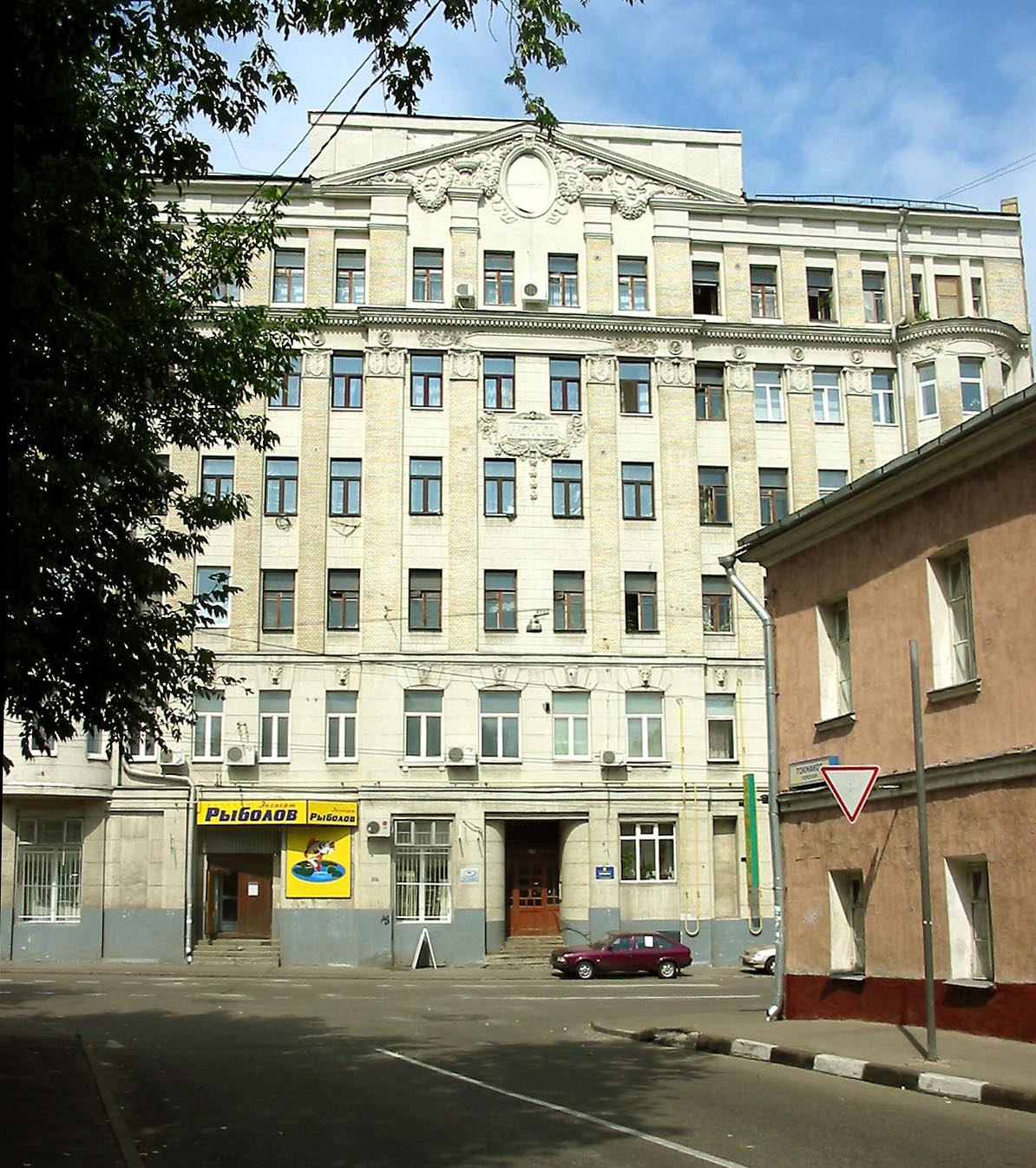
доходный дом (1912, архитектор В. С. Масленников)

### По чётной стороне

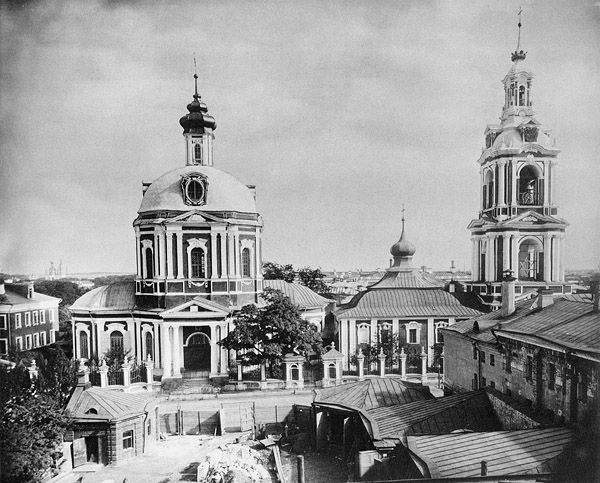
Храм Никиты Мученика на Старой Басманной, фотография из альбома Н. А. Найдёнова, 1882.

- № 4/1 — жилой дом инженерно-технических работников (1934, архитектор А. А. Кеслер). Строительство дома обозначило новые красные линии Старой Басманной — всю правую сторону улицы в соответствии с Генеральным планом реконструкции Москвы планировали снести, а новые дома строить в одну линию с угловым фасадом жилого дома № 4/1[9][10]. В этом доме жили: в 1930—1940-х годах патологоанатом А. И. Абрикосов[11]; в 1934—1953 годах — физик-теоретик, лауреат Нобелевской премии И. Е. Тамм[12]; скрипач Борис Гольдштейн[13];
- № 6 — доходный дом (1880—1884, архитектор К. А. Козьмин; 1896—1898, архитектор М. Ф. Бугровский).
- № 8 — до мая 2020 года на этом месте находился доходный дом Варенцова, построенный для мемуариста и предпринимателя Николая Варенцова в 1880 году. В 1903 здание перестроил и расширил архитектор Николай Жерихов[14]. В 2020 году по инициативе РЖД здание снесли без соответствующих разрешений от надзорных органов Москвы ради строительства МЦД-2[15][16][17].
- № 10, стр. 2 — доходный дом купца Алексея Пантелеева (арх-р Николай Колыбелин, 1874), памятник культуры[18].
- № 12, стр. 1,  памятник архитектуры (вновь выявленный объект) — доходный дом О. О. Вильнера (1902—1904, архитектор Н. И. Жерихов[19]; 1916, архитектор Ф. Н. Кольбе)[3]. Здание занимает ОАО «Первая Грузовая Компания».
- № 14/2, стр. 2,  памятник архитектуры (федеральный) — жилой дом XVIII века[3].
- № 14/2, стр. 4 — жилой дом. Здесь в начале XX века в квартире № 1 жил архитектор В. С. Масленников[20].
- № 16,  памятник архитектуры (федеральный) — Храм Никиты Мученика на Старой Басманной (1745—1751, архитекторы Д. В. Ухтомский и А. П. Евлашев[21], предположительно)[3].
- № 18 — комплекс двухэтажных домов XVIII—XIX веков.
- № 18, стр. 1,  памятник архитектуры (федеральный) — доходный дом Мараева (1878, архитектор М. А. Арсеньев).
- № 18, стр. 2,  памятник архитектуры (федеральный) — палаты в усадьбе Мараевых, внесены в Красную книгу Архнадзора (электронный каталог объектов недвижимого культурного наследия Москвы, находящихся под угрозой).[22].
- № 18, стр. 3,  памятник архитектуры (федеральный) — дом И. И. Колокольникова (1787).
- № 20 — городская усадьба И. Л. Чернышёва (XVII—XVIII века). Во дворах между этим домом и Гороховским переулком сохранилась деревянная старомосковская застройка.
- № 20, корп. 1 — ранее на этом месте стояли сначала шёлковая мануфактура, затем — табачно-гильзовая фабрика М. И. Бостанжогло. В советское время на участке был построен дом кооператива «Бауманский строитель» (1934—1938, архитектор А. А. Кесслер). Здесь жил разведчик Н. И. Кузнецов[23].
- № 20, корп. 2, 3, 4 — пятиэтажные жилые корпуса (1927—1929, архитектор Б. Сидоров)[23].
- № 20, корп. 9 — фабричная школа М. И. Бостанжогло (1859, архитектор Н. Н. Кюлевейн)[24]. Деревянно-кирпичное здание (центральная часть с лестничным пролетом выложена из кирпича).
- № 20, корп. 13 — производственный корпус табачно-гильзовой фабрики М. И. Бостанжогло[24].
- № 22 — усадебный дом Сухово-Кобылиных — Ланиных (1856; 1907, архитектор Н. Г. Лазарев). В 1809—1819 годах владение принадлежало Сухово-Кобылиным (отцу и деду А. В. Сухово-Кобылина). В 1865 году дом приобрёл А. И. Хлудов в приданое своей старшей дочери Ольге Алексеевне Ланиной, которая жила здесь до 1882 года[25].
- № 28 — на этом месте стоял дом, которым владел поэт В. Л. Пушкин (существует также мнение, что в 1820-х годах он жил в доме № 36). В сентябре 1826 года, после пятнадцатилетней разлуки с Москвой, его племянник А. С. Пушкин совершил один из своих первых визитов именно к дяде, на Старую Басманную.
- № 30 (№ 1 по Токмакову переулку) — доходный дом Шиллера (1912).
- № 30/1, стр. 2 (угол с Токмаковым переулком),  памятник архитектуры (федеральный) — усадебный флигель, т. н. дом Рокотова. Впервые здание указано на плане 1803 года, второй этаж был возведён в XIX веке позднее. В XVIII веке здесь располагалась деревянная усадьба, где жил и активно работал Ф. С. Рокотов. Художник приобрёл участок 25 июля 1785 года, однако в 1789 году продал его Анне Петровне Шереметевой, а сам переехал на Воронцовскую улицу. В 1836 году полковник В. Ф. Святловский вместо старого главного усадебного дома начинает возводить новый. В начале XX века усадьба перешла сначала к почётному потомственному гражданину Василию Ивановичу Соколову, а затем, приблизительно после 1908 года — к Адольфу Фридриховичу Шиллеру. В советское время все её строения, за исключением флигеля, были снесены.
- № 32 — деревянная усадьба на каменном подклете (1807—1810; 1819—1821; 1879, архитектор Г. П. Пономарёв).
- № 34,  памятник архитектуры (вновь выявленный объект) — усадьба XVIII—XIX веков. Начиная с 1819 года в одном из её корпусов расположена Старобасманная аптека[3].
- № 36 —  памятник архитектуры (федеральный)[26] дом П. В. Кетчер (1819). Деревянное здание в один этаж с классическим фронтоном, типичный образец допожарной застройки Москвы. Существует мнение, что в 1820-х годах здесь жил Василий Львович Пушкин, владевший также домом под № 28. В сентябре 1826 года, после пятнадцатилетней разлуки с Москвой, его племянник Александр Пушкин совершил один из своих первых визитов именно к дяде, на Старую Басманную[27]. На фасаде размещена мемориальная доска, 6 июня 2013 года в здании открылся музей В. Л. Пушкина, филиал музея А. С. Пушкина.
- № 38 — предположительно, в этом доме был знаменитый кабак «Разгуляй».

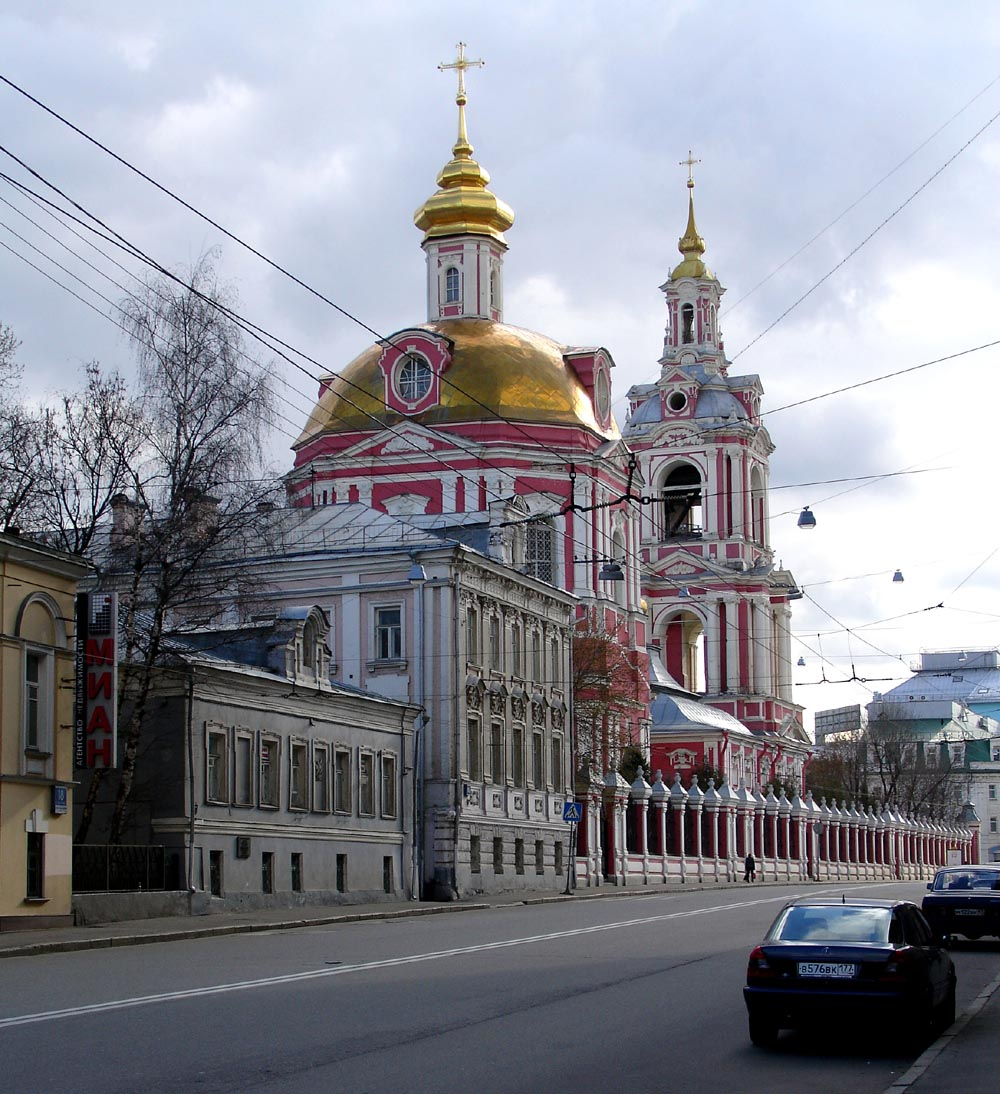
№ 16, Храм Никиты Мученика на Старой Басманной (1745—1751, архитекторы Д. В. Ухтомский, А. П. Евлашев?)
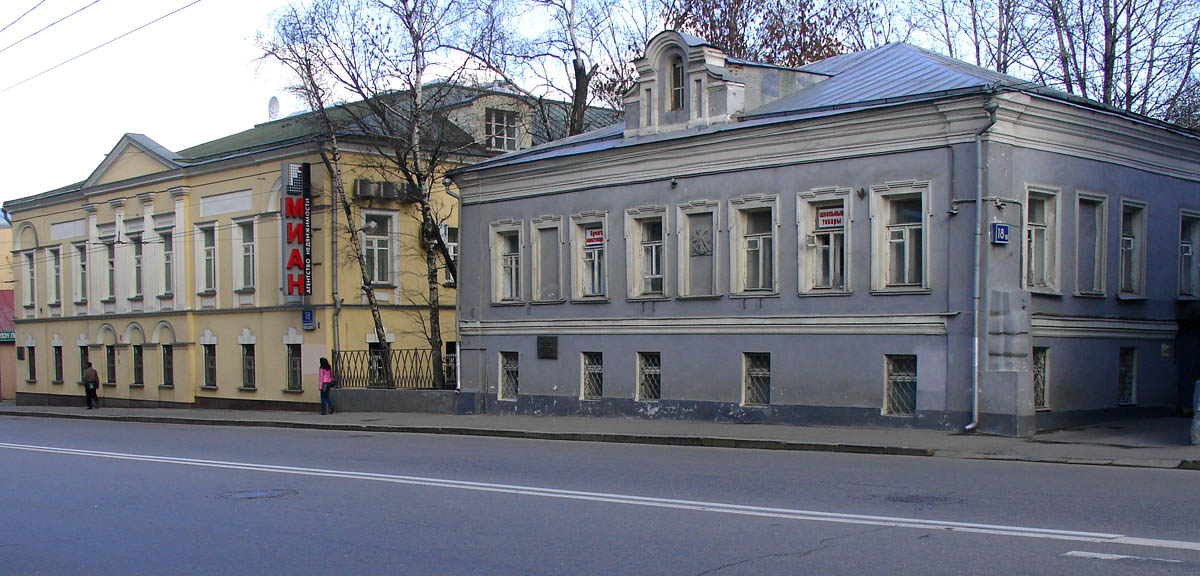
№ 18 и 18 корп. 2, дома XVIII—XIX веков (1875, архитектор М. А. Арсеньев)
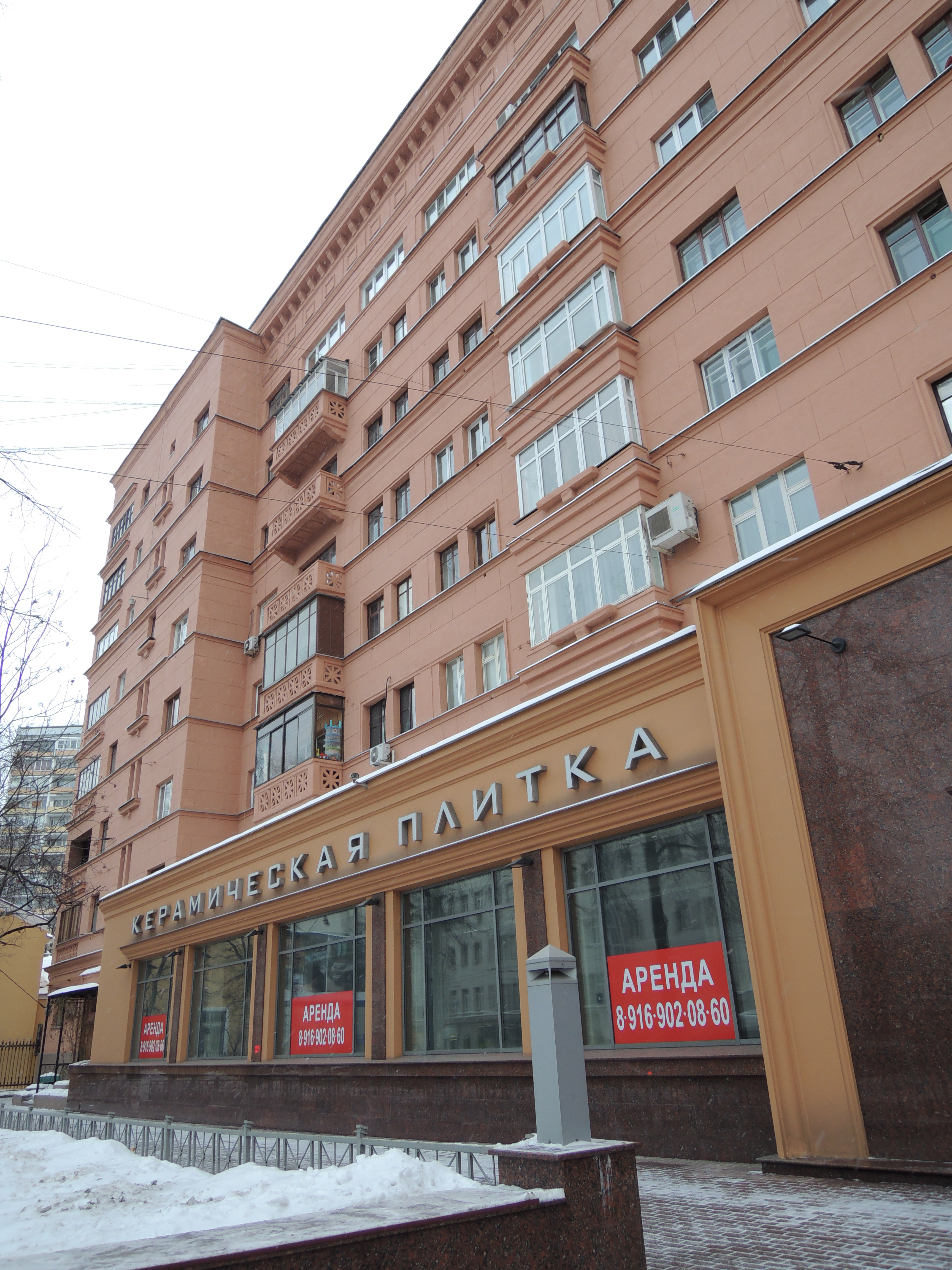
№ 20 корп. 1, дом кооператива «Бауманский строитель» (1934—1938, архитектор А. А. Кесслер)
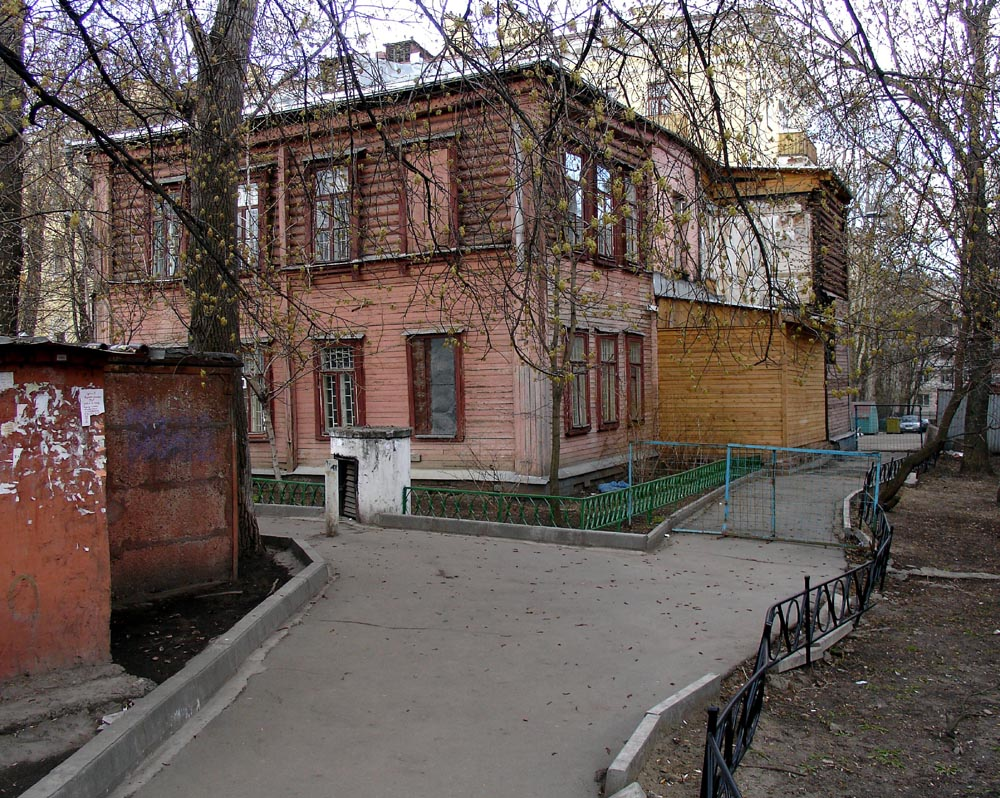
№ 20/9, сохранившийся во дворе деревянный дом старой Басманной слободы
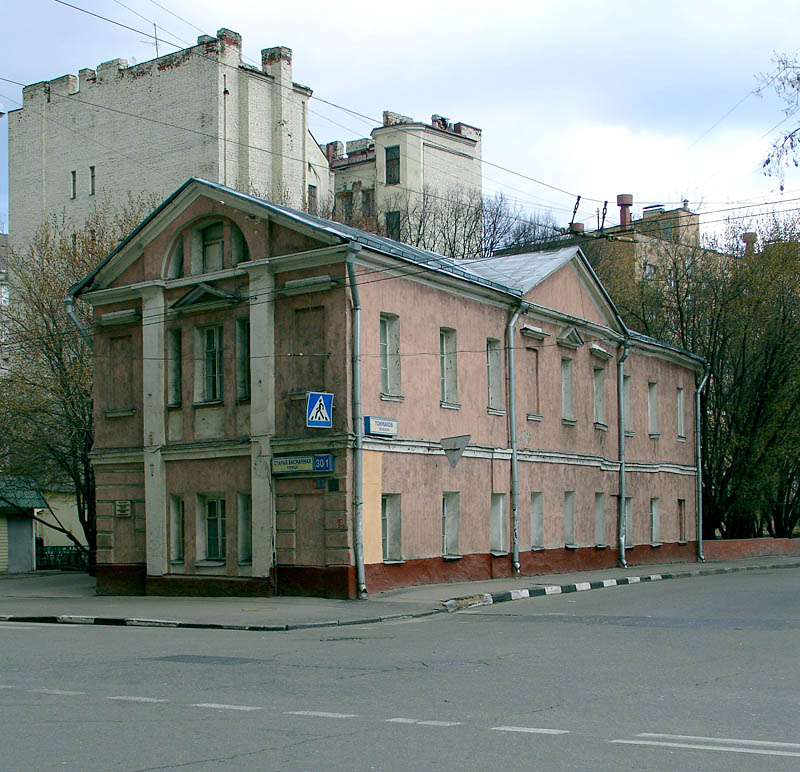
№ 30/1, стр. 2, усадебный флигель XIX века (дом Рокотова)
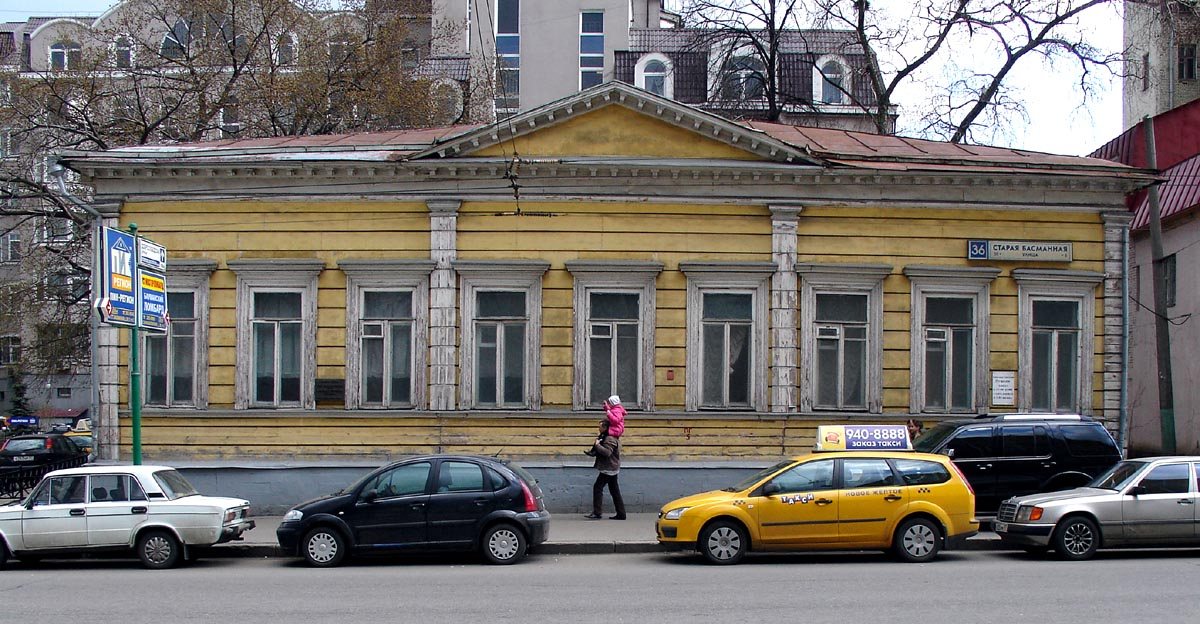
№ 36, дом П. В. Кетчер (1819), музей В. Л. Пушкина

## Транспорт
До осени 2016 года по улице проходили троллейбусы 25 и 45. В настоящее время по улице проходят автобусы 40, 78, м3.